# Хевеш (жупанија)
Хевеш (жупанија), (мађ. Heves megye) је једна од жупанија региона великих равница и северне мађарске у Мађарској, налази се у средњем делу Северне мађарске регије.
Жупанија Хевеш се налази између реке Тисе и планинских ланаца Матре и Бика, своје границе дели са мађарским жупанијама Пешта, Боршод-Абауј-Земплен, Ноград и Јас-Нађкун-Солнок. Површина жупаније је 3.637,41 km² а седиште жупаније је град Егер.

## Географија
Жупанија Хевеш је географски подељена на два дела. Северни део жупаније је брдовит и у њен састав улазе планински венци Матре и Бика, која су уједно и два највећа планинска врха у Мађарској. Јужни део жупаније чини равница Панонске низије. Са југа границу жупаније чини језеро Тиса, која је највеће вештачко језеро у Мађарској. Просечна средња температура жупаније је између 8-10 °C, где је јужни део топлији.
Веће реке које протичу кроз жупанију су:
- Зађва (Zagyva)
- Тарна (Tarna)
- Тиса и
- Лашко (Laskó)

Највећа надморска висина жупаније износи 1015 m, и чини је један од планинских врхова Матре, Кекеш. Најнижа тачка жупаније износи 86 m, и налази се поред града Кишкере (Kisköre).

### Котари у жупанији Хевеш
Округ Хевеш има 1 градски округ, 10 градова, 3 велика села и 107 села.
У Хевеш жупанији постоји 7 котара.
Котари у жупанији Хевеш са основним статистичким подацима:
| Име котара     | Седиште      | Површина (km²) | Број становника (1. јануар 2007) | Број насеља |
| -------------- | ------------ | -------------- | -------------------------------- | ----------- |
| Белапатфалвски | Белапатфалва | 260,06         | 13.287                           | 13          |
| Јегарски       | Егер         | 522,91         | 85.328                           | 17          |
| Физешабоњски   | Физешабоњ    | 578,58         | 32.133                           | 16          |
| Ђенђешки       | Ђенђеш       | 750,78         | 77.093                           | 25          |
| Хатвански      | Хатван       | 352,13         | 53.311                           | 13          |
| Хевешки        | Хевеш        | 697,67         | 35.910                           | 17          |
| Петервашарски  | Петервашара  | 475,07         | 22.398                           | 20          |

### Градови са општинском управом
- Егер , (56.082) (седиште жупаније)

### Градови са статусом носиоца општине
(Списак је по броју становника, попис је из 2001. године, курзивним текстом су написана оригинална имена на мађарском језику) а у заградама је број становника.
- Ђенђеш Gyöngyös, (33.553)
- Хатван Hatvan, (23.134)
- Хевеш , (11.522)
- Физешабоњ Füzesabony, (8.335)
- Леринци Lőrinci, (6.203)
- Белапатфалва Bélapátfalva, (3.465)
- Кишкере Kisköre, (3.095)
- Петервашара Pétervására, (2.616)

### Општинска насеља
| - Абашар , - Адач , - Алдебре , - Андорнактаља , - Апц , - Атањ , - Аткар , - Балатон , - Батор , - Бекелце , - Бешењетелек , - Боцонад , - Бодоњ , - Болдог , - Биксек , - Биксентержебет , - Биксентмартон , - Чањ , - Демјен , - Детк , - Домосло , - Дорманд , | - Ечед , - Егербатка , - Егербоч , - Егерчехи , - Егерфармош , - Егерсалок , - Егерсолат , - Ердекевешд , - Ердетелек , - Ерк , - Федемеш , - Фелдебре , - Фелшетаркањ , - Ђенђешхалас , - Ђенђешороси , - Ђенђешпата , - Ђенђешшољмош , - Ђенђештарјан , - Халмајугра , - Херед , - Хевешарањош , - Хевешвезекењ , | - Хорт , - Иштенмезеје , - Ивад , - Кал , - Каполна , - Карачонд , - Кереченд , - Кишфизеш , - Кишнана , - Кемле , - Комполт , - Лудаш , - Маклар , - Марказ , - Матрабала , - Матрадеречке , - Матрасентимре , - Мезесемере , - Мезетаркањ , - Микофалва , - Моношбел , - Нађфигед , | - Нађкекењеш , - Нађреде , - Нађтаља , - Нађут , - Нађвишњо , - Носвај , - Новај , - Ошторош , - Парад , - Парадшашвар , - Пељ , - Петефибања , - Поросло , - Речк , - Рожасентмартон , - Шаруд , - Широк , - Сајла , - Сарвашке , - Сентдомонкош , - Сихалом , - Силвашварад , | - Суч , - Сичи , - Тарнабод , - Тарналелес , - Тарнамера , - Тарнаерш , - Тарнасентмарија , - Тарнасентмиклош , - Тарнажадањ , - Тенк , - Терпеш , - Тисанана , - Тофалу , - Ујлеринцфалва , - Вамошђерк , - Варасо , - Веч , - Верпелет , - Вишонта , - Виснек , - Зађвасанто , - Заранк . |

 означене општине су „велика“ села.